# NGC 2397
NGC 2397 (również PGC 20766) – galaktyka spiralna (Sb), znajdująca się w gwiazdozbiorze Ryby Latającej. Odkrył ją John Herschel 21 lutego 1835 roku.
W galaktyce tej zaobserwowano supernową SN 2006bc.